# Afrikai óriáscsigák

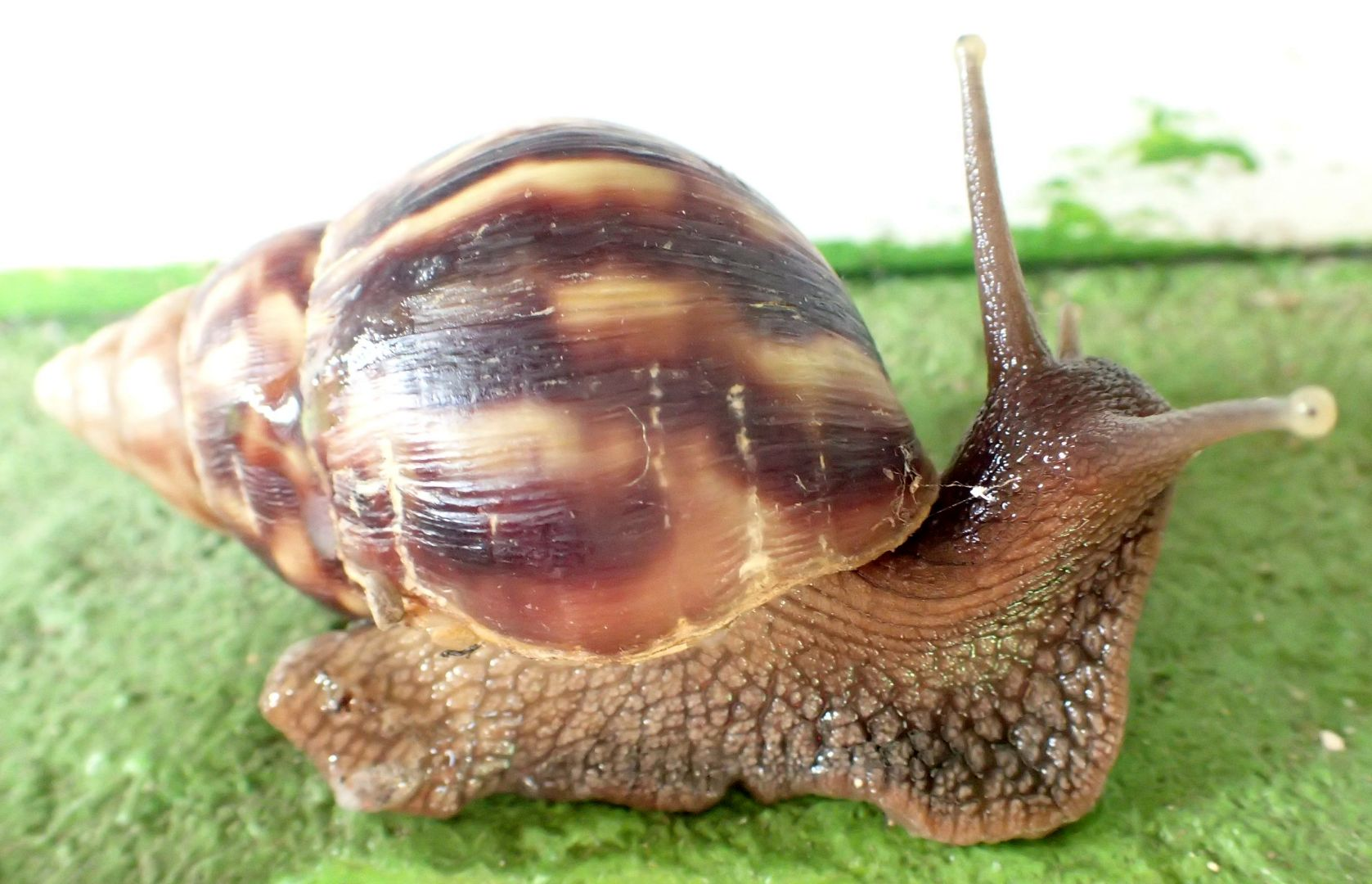

Az afrikai óriáscsigák, vagy achátcsigák nem egyetlen faj; a meleg, mocsári környezetet kedvelő, nagy méretű, szárazföldi tüdőscsigák gyűjtőneve.
Ezek a fajok többnyire az Achatina nemzetségből kerülnek ki:
- Achatina achatina
- közönséges achátcsiga (Lissachatina fulica)
- Achatina smithii
- Achatina imaculata
- Achatina marginata
- óriás achátcsiga (Achatina reticulata)
- Achatina varicosa.

## Elterjedésük
A fajról feltételezik, hogy Nyugat-Afrikában őshonos, Sierra Leone, Libéria, Elefántcsontpart, Togo, Benin, Ghána és Nigéria területén.
Mára elterjedt Kelet-Afrikában, Floridában, Kínában, Japánban, Vietnámban, de Európában is sokan tartják háziállatként.
Kedvelik az üde, párás élőhelyeket. A nagy mocsári csigák általában agresszív fajok, az őshonos csigafajokat kiszorítják, mivel könnyen szaporodnak és méretükből adódóan is képesek az egyéb fajok elnyomására.

## Megjelenésük
Testük nagy, házuk akár 30 cm-esre is nőhet, testtömegük elérheti a 0,5 kg-ot, így az ide sorolt csigafajok a legnagyobbak a Földön. Két pár tapogatójuk van, a második pár hegyén helyezkedik el a szemük. Házuk és testük általában barna, balra csavarodott, kúpos.

## Szaporodásuk
A csigák általában hímnősek, ez alól az Achatina fajok sem kivételek. Bármelyik két csiga képes szaporodni egymással, ilyenkor kölcsönösen megtermékenyítik egymást. Ezután képesek akár egy évig is tárolni a hím- és nőivarsejteket, hogy egy kedvezőbb időpontban rakjanak petét.
A peték száma fajonként változó, az Achatina fajok képesek egyszerre akár 150-200 petét is rakni, melyeknek mérete körülbelül 0,5 cm.

## Életmódjuk
Trópusi erdők aljnövényzetében élnek, növényevő fajok. Levelekkel, gyümölcsökkel, zöldségekkel táplálkoznak, de sok faj szereti a korhadó fatörzsek kérgét, valamint a gombákat, esetenként dögevők is lehetnek, de ez utóbbi viszonylag ritka.
Rendszerint éjjel aktívak, de nappal is látni őket. Amennyiben tartósan 20°C alatt van a hőmérséklet, bezárkóznak a csigaházba, lezárják a ház száját egy mészlappal és "áttelelnek".
Ha nem válnak más állatok, például trópusi madarak táplálékává, hosszú életkort elérhetnek, akár 10-12 évet is, azonban a fogságban tartott csigák életkora a felére is csökkenhet.

## Házikedvencként való tartásuk
Egy-két csiga 30x40x50-es terráriumban tartható, ez elegendő helyet biztosít két felnőtt példánynak, de mivel alapvetően társas lényekről van szó, többet is tarthatunk ekkora helyen. Talajnak tőzeget, virágföldet, esetleg kis mennyiségben homokot is tehetünk, célszerű keverni ezeket.
25-30°C-os hőmérséklet és 80%-os páratartalom az ideális mindegyik Achatina faj számára.
Szaporításkor ügyelni kell arra, hogy ne száradjanak ki a peték, különben a kis csigák még a mészburkon belül elpusztulnak. A növekedésükhöz és a házépítéshez szükséges kalciumot szépiacsonttal lehet biztosítani, amelyet a csigák életük végéig igényelnek.

## Külső hivatkozások
- Achatina
- PetSnails.co.uk
- Invazív fajok Archiválva 2012. január 3-i dátummal a Wayback Machine-ben {en}
- Achatinidae Archiválva 2018. szeptember 16-i dátummal a Wayback Machine-ben
- Land snails in captivity